# Edwin Southern
Edwin Mellor Southern, né le 7 juin 1938 à Burnley, est un biologiste et professeur de biologie moléculaire britannique. Il est crédité de l'invention du Southern blot, une procédure de laboratoire maintenant commune.

## Distinctions
- Membre de la Royal Society, élu le 17 mars 1983[1]
- Médaille royale en 1998
- Prix Gairdner en 1990
- Chevalier en 2003
- Prix Albert-Lasker pour la recherche médicale clinique en 2005